# Civil War (film, 2024)
Pour les articles homonymes, voir Civil War.
Pour plus de détails, voir Fiche technique et Distribution.
Civil War, ou Guerre civile au Québec, est un film britannico-américain réalisé par Alex Garland et sorti en 2024. Ce road movie guerrier est présenté en avant-première mondiale au festival South by Southwest, en mars 2024.
Une équipe de journalistes voyage à travers les États-Unis au cours d'une guerre civile qui s'intensifie rapidement et engloutit le pays tout entier. Le film, tel un road-movie, se déroule dans un futur proche, centré sur l'action des journalistes. Ils risquent leur vie pour continuer à informer, dans un pays dont le gouvernement est devenu une dictature, tandis que des milices extrémistes commettent régulièrement des actes de violence politique.

## Synopsis
Aux États-Unis, une guerre civile a éclaté entre le gouvernement devenu autoritaire et diverses factions régionales, menées par les États de Californie et du Texas, devenus sécessionnistes. À Washington, le président, qui effectue un troisième mandat, affirme à la télévision que la victoire est proche. Au même moment, à Brooklyn, la célèbre photographe de guerre Lee Smith sauve la photo-journaliste en herbe Jessie d'un attentat suicide visant des civils venus se réapprovisionner en eau.
Lee et son collègue Joel ont l'intention de se rendre à Washington pour interviewer et photographier le président avant la chute de la ville. Le mentor de Lee, Sammy, demande à les accompagner jusqu'à Charlottesville, où se rassemblent les Forces de l'Ouest (Western Forces en VO, abrégé en WF), une armée composée de soldats du Texas et de Californie. Malgré les hésitations de Lee, elle et Joel sont d'accord. À l'insu de Lee, Joel invite Jessie à participer au voyage, et arrive à convaincre Lee d'accepter. Accompagné de deux confrères masculins, le duo féminin traverse des espaces livrés à la destruction.
Après avoir quitté Brooklyn, le groupe s'arrête dans une station-service rurale protégée par des hommes armés. Lee négocie avec succès un achat de carburant avec des dollars canadiens, la valeur du dollar américain s'étant effondrée. Pendant ce temps, Jessie se dirige vers le lave-auto de la station. Là, elle trouve deux hommes torturés par les propriétaires, qui prétendent que ce sont des pillards. Un des hommes armés suit Jessie, mais Lee désamorce la situation en lui demandant de prendre la pose à côté de ses victimes pour qu'elle le photographie. Après le départ de station, Jessie se reproche d'avoir eu trop peur pour prendre des photos.
Après une halte pour la nuit à proximité d'une zone de combat, le groupe s'y rend le lendemain et suit des miliciens (visiblement inspirés des Boogaloo boys) qui attaquent un bâtiment tenu par des membres de l'Armée américaine fidèle au gouvernement de Washington. Lee voit le potentiel de Jessie en tant que photographe de guerre durant l'assaut, celle-ci arrivant par ailleurs à photographier la milice en train d'exécuter les soldats loyalistes capturés.
Poursuivant son chemin, le groupe passe la nuit dans un camp de réfugiés avant de traverser une petite ville où, sous bonne garde, les habitants tentent de vivre dans une parfaite ignorance de la guerre civile. Lee et Jessie se rapprochent et essayent des vêtements dans un magasin local.
Plus tard, le groupe se retrouve pris dans une bataille de tireurs d'élite au milieu des restes d'une foire de Noël. Les snipers avec lesquels ils se trouvent se moquent des tentatives de Joel de déterminer pour quel parti ils se battent, disant à Joel qu'eux et le tireur d'élite dans une maison voisine sont simplement engagés dans une lutte pour la survie. Les nerfs de Jessie se renforcent et ses compétences en photographie s'améliorent à mesure qu'elle est témoin de plusieurs décès, et elle développe un mentorat sous la direction de Lee. Jessie demande si Lee la photographierait en train d'être tuée, et Lee laisse entendre qu'elle le pourrait.
Sur la route, le quatuor rencontre deux journalistes qu'ils connaissent, Tony et Bohai. Tony et Jessie changent de véhicule en marche, et cette dernière part devant avec Bohai. Quelques kilomètres plus loin, ils sont capturés par deux miliciens qui jettent des cadavres de civils dans une fosse commune. Le reste du groupe tente d'intervenir, mais un milicien xénophobe tue Bohai, demande d'où viennent les autres, et tue Tony lorsque ce dernier répond « Hong-Kong ». Sammy sauve le groupe en fonçant sur les deux miliciens avec sa voiture, mais un troisième leur tire dessus et blesse grièvement Sammy, qui meurt peu de temps après la fuite.
En arrivant au camp militaire des Forces de l'Ouest à Charlottesville, le groupe pleure de différentes manières. Lee prend une photo du cadavre de Sammy, mais la supprime peu de temps après. Joel s'enivre et commence à devenir hystérique, tandis que Jessie explore le campement. Deux collègues journalistes informent le groupe que la plupart des soldats et généraux du gouvernement se sont rendus, laissant Washington largement sans protection. Tous suivent les Forces de l'Ouest pour assister à cette bataille décisive. Au milieu des échanges de tirs, Jessie prend de plus en plus de risques pour photographier les événements, tandis que Lee a un bref épisode de stress post-traumatique et est incapable de prendre des photos.
Alors que la Maison-Blanche est assiégée, la limousine du président tente de fuir avec son escorte de véhicules des Services secrets, mais ils sont stoppés et les occupants massacrés par les assaillants. Lee a cependant l'intuition que le président est toujours dans le bâtiment et conduit son groupe à l'intérieur du bâtiment, suivi par une poignée de soldats des Forces de l'Ouest. Dans la salle de presse, une agente du Secret Service fidèle au président  tente de négocier pour celui-ci un sauf-conduit vers le Groenland ou l'Alaska, mais elle est abattue par les soldats qui n'ont aucune intention de le laisser s'échapper, et pas davantage de le prendre vivant. Les soldats affrontent alors le dernier carré de ses fidèles des Services secrets pour l'atteindre. Dans l'Aile Ouest, lorsque Jessie s'expose dangereusement aux coups de feu pour prendre une photo, Lee lui sauve la vie en la poussant et en la protégeant de son corps, mais elle est elle-même touchée. Jessie photographie alors son mentor pendant qu'elle tombe sous les balles.
Les soldats capturent peu après le président dans le Bureau ovale et s'apprêtent à l'abattre, mais Joël leur demande d'arrêter pour pouvoir obtenir une citation ou un mot historique de celui-ci, mais il demande simplement pitié à Joël : « S'il vous plaît, ne les laissez pas me tuer », ce dont Joël se satisfait froidement : « C'est bon, j'ai ce qu'il faut ». Jessie prend alors la photo de son exécution sommaire. Au générique, une photo en développement montre les mêmes soldats des Forces de l'Ouest souriant et posant avec le cadavre du président.

## Fiche technique
Sauf indication contraire, les informations mentionnées dans cette section peuvent être confirmées par la base de données cinématographiques IMDb,  présente dans la section « Liens externes ».
- Titre original et français : Civil War
- Titre québécois : Guerre civile
- Réalisation et scénario : Alex Garland
- Musique : Geoff Barrow et Ben Salisbury
- Direction artistique : Mark Dillon, Jason Vigdor et Devita Walker
- Décors : Caty Maxey
- Costumes : Meghan Kasperlik
- Photographie : Rob Hardy
- Son : Glenn Freemantle[2]
- Montage : Jake Roberts
- Production : Gregory Goodman, Andrew Macdonald et Allon Reich
- Société de production : DNA Films
- Sociétés de distribution : A24 (États-Unis) et Entertainment Film Distributors (Royaume-Uni) ; Entract Films (Québec)[5], Just Entertainment (Belgique)[6] et Metropolitan Filmexport (France)
- Budget : 50 millions de dollars[7],[8]
- Pays de production :  États-Unis,  Royaume-Uni
- Langue originale : anglais
- Format : couleur
- Genre : action, drame, dystopie, épique, guerre
- Durée : 109 minutes
- Dates de sortie[9] : 
  - États-Unis : 14 mars 2024 (South by Southwest)[2] ; 12 avril 2024 (sortie nationale)
  - Québec[5], Royaume-Uni : 12 avril 2024
  - Belgique, France : 17 avril 2024
- Classification[10] :
  - États-Unis : R
  - Royaume-Uni : Interdit aux moins de 15 ans
  - France : Interdit aux moins de 12 ans

## Distribution
- Kirsten Dunst (VF : Marie-Eugénie Maréchal ; VQ : Aline Pinsonneault) : Lee Smith
- Wagner Moura (VF : Eilias Changuel ; VQ : Adrien Bletton) : Joel
- Cailee Spaeny (VF : Leslie Lipkins ; VQ : Elisabeth Gauthier Pelletier) : Jessie Cullen
- Stephen McKinley Henderson (VF : Thierry Desroses ; VQ : Manuel Tadros) : Sammy
- Sonoya Mizuno (VF : Emma Santini ; VQ : Inès Defossé) : Anya
- Nick Offerman (VF : Bernard Métraux ; VQ : Antoine Durand) : le président des États-Unis
- Jesse Plemons (VF : Olivier Benard ; VQ : Martin Watier) : le milicien nationaliste qui s'occupe du charnier (non crédité)
- Jefferson White (en) (VF : Frédéric Philippe) : Dave, le caméraman d'Anya
- Nelson Lee (VF : Alexandre Nguyen ; VQ : Philippe Martin) : Tony
- Evan Lai : Bohai
- Karl Glusman (VF : Igor Chometowski) : un observateur
- Jin Ha (en) : un sniper
- Jonica T. Gibbs (VF : Coumba Baradji ; VQ : Naïla Louidort) : une sergente de l'Armée de l'Ouest
- Juani Feliz (en) (VF : Corinne Wellong) : Joy Butler
- Edmund Donovan (en) (VF : Jérémie Bédrune ; VQ : Xavier Dolan) : Eddie

Version française dirigée par Danielle Perret au studio Dubbing Brothers, d'après une adaptation des dialogues de Déborah Perret ; version québécoise dirigée par Gabriel Lessard au studio Difuze, d'après une adaptation des dialogues de Pierre Therrien.
 Source et légende : version française (VF) sur RS Doublage ; version québécoise (VQ) sur Doublage.qc.ca

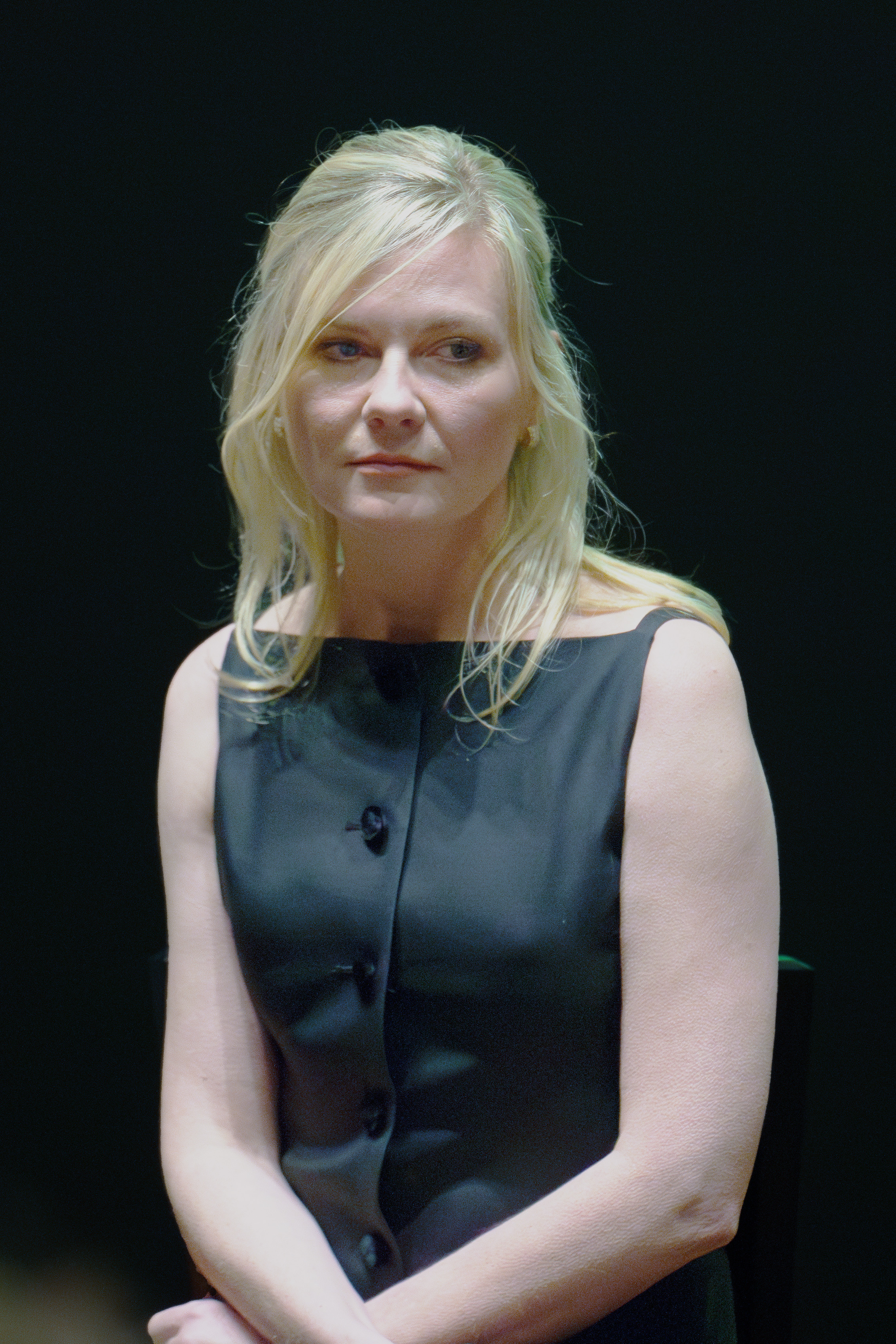
Kirsten Dunst dans le rôle de Lee Smith.
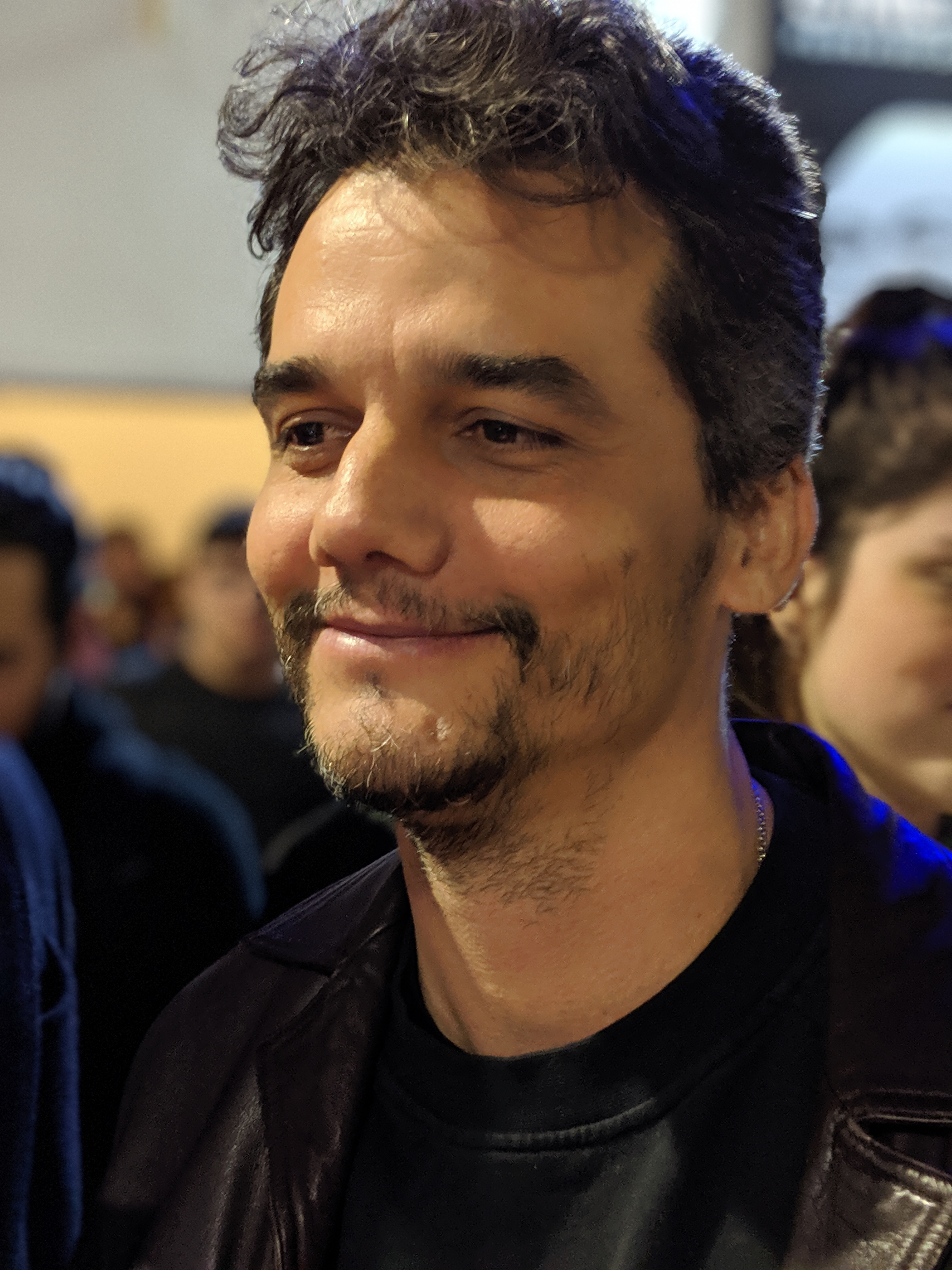
Wagner Moura dans le rôle de Joel.
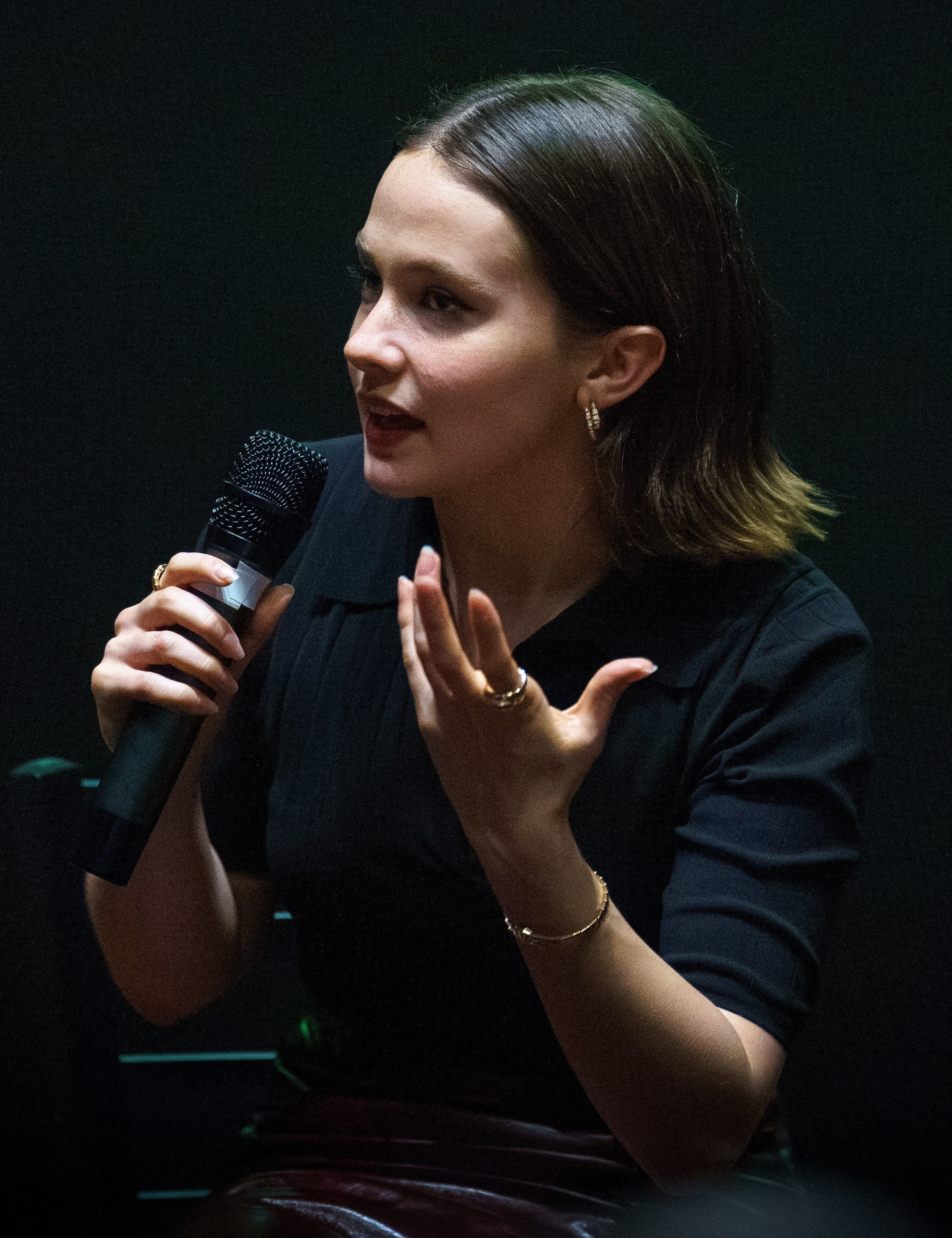
Cailee Spaeny dans le rôle de Jessie Cullen.
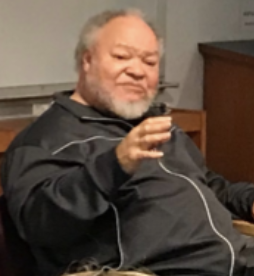
Stephen McKinley Henderson dans le rôle de Sammy.

## Production
Le scénario est écrit en 2020 par Alex Garland. En janvier 2022, il est annoncé qu'il va réaliser le film pour A24, avec Kirsten Dunst, Wagner Moura, Stephen McKinley Henderson et Cailee Spaeny dans les rôles principaux. Karl Glusman les rejoint en avril. En mai, lors d'une entrevue avec le Daily Telegraph, Alex Garland décrit le film comme un compagnon de Men, son précédent film, et ajoute qu'il se déroule « à un moment indéterminé dans le futur - juste assez loin pour que j'ajoute une vanité » et qu'il s'agit d'une « allégorie de science-fiction à notre situation difficile actuellement polarisée ». Dans la même entrevue, il est confirmé que Sonoya Mizuno fait également partie du film.
Le prénom du personnage incarné par Kirsten Dunst est une allusion à Lee Miller, photographe de guerre durant la Seconde Guerre mondiale, et le nom du personnage joué par Cailee Spaeney est une référence à Don McCullin, photographe de guerre durant le conflit au Vietnam.
Le tournage commence le 15 mars 2022, à Atlanta. En mai, la production se déplace à Londres,.
Ce film a été tourné notamment avec ce matériel :
- DJI Ronin 4D
- caméras Sony Venice
- Sony A7S III
- DJI Ronin 4D 8K
- caméras RED

## Sortie et accueil

### Accueil critique
En France, le site Allociné propose une moyenne de 3,7⁄5, d'après l'interprétation de 38 critiques de presse.
Challenges souligne les interprétations de Kirsten Dunst et Cailee Spaeny, ainsi que la mise en scène d'Alex Garland, parlant d'« un résultat impressionnant et particulièrement anxiogène ».
Le Point consacre cinq pages au film, parlant d'« un film d'une rare puissance », « osé, haletant ».

### Box-office
En France, sur toute la période de la projection, le film a été vu par 628 798 spectateurs sur 13 semaines d'exploitation, dont 284 103 spectateurs la première semaine d'exploitation.
Au niveau des États-Unis, le film a été vu par 50 249 011 spectateurs sur 6 semaines d'exploitation.
Le film a engendré plus de 110 millions de dollars au niveau mondial, dont 65 millions de dollars aux États-Unis, pour un budget initial de 50 millions de dollars.